# Florestan I de Mônaco
Florestan I (Paris, 10 de outubro de 1785 – Paris, 20 de junho de 1856) foi o Príncipe de Mônaco de 1841 até sua morte. Era o segundo filho do príncipe Honorato IV e Luísa de Aumont, tendo ascendido ao trono após a morte de seu irmão Honorato V.
Florestan nunca foi preparado para assumir o papel de príncipe soberano: ele tinha sido um ator no Theatre de l’Ambigu-Comique. Na verdade, o poder real durante seu reinado estava concentrado nas mãos de sua esposa, Maria Carolina Gibert de Lametz. Por algum tempo, ela pôde aliviar a situação de dificuldade econômica originária da nova posição de Mônaco como protectorado do Reino de Sardenha, então o poder regional, em vez da França. O casal real também tentou encontrar demandas locais por maior democracia e ofereceu duas constituições à população local, mas estas foram rejeitadas, particularmente pelo povo de Menton. Quando eles perceberam que seus esforços falharam, concederam o poder ao seu filho Carlos (depois Carlos III).
No entanto, era tarde demais. Encorajados pelos eventos de 1848, as cidades de Menton e Roquebrune se revoltaram e declararam-se independentes. Elas esperavam ser anexadas por Sardenha, mas isso não ocorreu, e continuaram no estado de limbo político até serem finalmente cedidas à França em 1861, no reinado de Carlos III.
Apesar de suas boas intenções, no momento de morte de Florestan em 1856, Mônaco era um país dividido com poucas perspectivas de prosperidade financeira. Restou ao seu herdeiro remediar a situação.

## Filhos
Florestan I e Carolina tiveram dois filhos:
- Carlos III, Príncipe de Mônaco, nascido em 8 de Dezembro de 1818.[2][3]
- Florestina de Mônaco, nascida em 2 de Outubro de 1833.